# Ouganda aux Jeux olympiques d'été de 1988
L'Ouganda participe aux Jeux olympiques d'été de 1988 à Séoul en Corée du Sud du 17 septembre au 2 octobre 1988. Il s'agit de sa 8e participation à des Jeux olympiques d'été.

## Participants
24 sportifs dont 20 hommes sont répartis dans trois sports : l'athlétisme, la boxe et l'haltérophilie.